# Galvanische scheiding
Galvanische scheiding is het vermijden van elke mogelijke stroomdoorgang tussen functionele delen van elektrische systemen waartussen vermogen of signalen overgedragen moeten worden; er is geen directe geleidingsweg mogelijk. Wel kan energie of informatie uitgewisseld worden op andere manieren, zoals capacitief, via inductie of elektromagnetische golven, of door optische, akoestische of mechanische middelen.
Galvanische scheiding wordt gebruikt als twee of meer elektrische circuits moeten communiceren, maar hun aarde van potentiaal kan verschillen. Het is een effectieve methode om aardlussen te voorkomen. Galvanische scheiding wordt ook gebruikt voor veiligheid, om te voorkomen dat aanrakingsgevaar bestaat met een deel van de schakeling dat verbonden is met de netspanning of een andere gevaarlijke spanning.
Een bekende toepassing is de transformator waarin de primaire stroomkring galvanisch gescheiden is van de secundaire. Dit principe kom je ook tegen in een relais waar de stuurkring galvanisch gescheiden is van de hoofdkring.